# Aneimo
Aneimo (あねいも?, Aneimo) è un manga giapponese di genere hentai scritto e illustrato da Utamaru Sakaki. La serie è composta da un solo volume pubblicato nel 2007 da Angel Shuppan. Il manga è stato adattato nel 2008 in una serie OAV anime composta da 2 episodi e pubblicata da Milky senza censure video.

## Trama
```
Takumi vive con Mizuki e Satsuki nella loro casa. Sono sempre stati buoni amici fin da quando erano bambini, andarono tutti a negozi e sciato insieme. Un giorno, il padre di Takumi, Kazuyoshi, porta a casa due ragazze, Saori e Yui, e li accetta come nuovi membri della famiglia. Takumi è confuso in un primo momento, ma cresce a poco a poco più vicino a loro.
```

## Personaggi
Takumi
Doppiato da: Tooru Ookawa
Mitsuki Kirishima
Doppiata da: Ayaka Kimura
Satsuki Kirishima
Doppiata da: Yuki Matsunaga
Saori Shirakawa
Doppiata da: Hikaru Isshiki
Yui Shirakawa
Doppiata da: Junko Kusayanagi

## Episodi
| Nº | Titolo originale | In onda          | In onda |
| Nº | Titolo originale | Giapponese       |         |
| 1  | Square Sisters   | 25 agosto 2008   |         |
| 2  | Triangle Lovers  | 25 dicembre 2008 |         |